# Future Boy Conan
Future Boy Conan (jap. 未来少年コナン Mirai Shōnen Conan, dt. „Zukunftsjunge Conan“) ist eine von Nippon Animation unter der Regie von Hayao Miyazaki produzierte Anime-Fernsehserie von 1978. Der von den japanischen Produzenten gegebene englische Titel der Serie ist Conan, the Boy in Future, im Englischen wurde er aber als Future Boy Conan bekannt.
Die Serie ist eine Adaption des Romans The Incredible Tide von Alexander Key. 1984 folgte der Serie ein Kinofilm mit dem Titel Mirai Shōnen Conan Tokubetsu-hen: Kyodaiki Gigant no Fukkatsu (未来少年コナン　特別編　巨大機ギガントの復活).

## Handlung
Die Vorgeschichte beginnt im Juli 2008, zu einer Zeit, als die Menschheit vom Aussterben bedroht ist. Ein vernichtender Krieg zwischen den großen Nationen mit ultramagnetischen Waffen war vorausgegangen und hatte große Schäden an der Erdkruste angerichtet und die Erdachse kippen lassen, so dass die fünf Kontinente zerrissen und unter das Meeresniveau abgesenkt worden waren.
Der Versuch einer Gruppe von Menschen, ins All zu flüchten, schlug fehl und ihre Raumschiffe stürzten auf die Erde zurück. Nur eines davon entging der Vernichtung und schaffte eine Bruchlandung auf einer winzigen Insel, die wundersamerweise erhalten geblieben war. Die Schiffbrüchigen ließen sich dort nieder und errichteten eine kleine Siedlung.
Unter diesen Überlebenden wurde nach etwa neun Jahren ein Junge namens Conan geboren, ein neuer Hoffnungsschimmer auf der Erde. Elf Jahre später sind fast alle Überlebenden bereits gestorben und nur Conan und sein „Großvater“ leben noch auf der Insel. Als Conan eines Tages im Jahr 2028 ein bewusstlos am Strand liegendes Mädchen namens Lana findet, beginnt für beide ein großes Abenteuer.

## Charaktere
Conan (Konan, コナン)
Die Hauptfigur der Serie, Conan, ist ein 11-jähriger Junge, der auf der Insel Nokosarejima von  Großvater aufgezogen wurde. Er ist unwahrscheinlich stark und besitzt eine telepathische Affinität zu Lana.
Lana (Rana, ラナ)
Lana ist der erste Mensch, der von außerhalb zur Insel Nokosarejima kommt, und das erste Mädchen überhaupt, das Conan sieht. Lana ist die Enkelin von Dr. Lao, und Lepka will sie benutzen, um Lao zu zwingen, ihm das Geheimnis der Sonnenenergie zu verraten. Lana ist telephathisch veranlagt, kann mit der Möwe 'Tikki' kommunizieren und die Präsenz ihres Großvaters auch in der Ferne spüren. Sie kommt von High Harbour.
Großvater (Ojī, おじい)
Conans „Großvater“, dessen genaues Verwandtschaftsverhältnis zu Conan nicht klar ist, da er selbst berichtet, dass Conans Mutter bald nach seiner Geburt gestorben ist und die ganze Gemeinschaft Conan dann gemeinsam aufgezogen hat.
Monsley (Monsurī, モンスリー)
Monsley, eine junge Kommandeurin der Armee von Industria, ist der zweite Nicht-Insulaner, den Conan erblickt. Sie folgt den Anordnungen Lepkas und hilft als Pilotin des Flugbootes Falco die flüchtige Lana zu ergreifen und führt später die Invasion von High Harbour durch. Ganz zu Schluss widersetzt sie sich jedoch Lepka und verbündet sich mit Conan.
Jimsy (Jimushī, ジムシー)
Ein wilder Junge, der auf der ersten Insel, die Conan erreicht, für sich allein lebt. Jimsy wird nach einem kurzen Kampf mit Conan schnell sein erster und treuer Freund und hilft Conan, Lana zu befreien. Jimsy ist ein Meisterjäger und wird hauptsächlich von seinem hungrigen Magen angetrieben.
Dyce (Daisu, ダイス)
Dyce ist Bürger von Industria und Kapitän des Segelschiffs Barracuda. Er hatte im Vorfeld der Geschichte den Auftrag gehabt, Lana als Gefangene von High Harbour zu holen, hatte sie aber aus Mitleid entkommen lassen. Dyce ist anfangs ein eher komischer Pragmatiker und ein Schlitzohr, wird aber am Ende zu einem von Conans Verbündeten.
Lepka (Repuka, レプカ)
Als Regierungschef von Industria untersteht Lepka zwar theoretisch dem Hohen Rat von Industria, der sich aus einer Gruppe von hochrangigen Wissenschaftlern zusammensetzt. Aber er verfolgt seine eigenen dunklen Pläne und macht sich bald zum alleinigen Diktator und ist der große Bösewicht der Serie und der Widersacher Conans. Lepka will Lao das Geheimnis der Sonnenenergie entreißen, um seine Waffensysteme in Betrieb nehmen zu können, mit denen er über den Rest der Welt herrschen will.
Dr. Lao (Rao-hakase, ラオ博士)
Lao ist der Großvater von Lana und ursprünglich ein Mitglied des Hohen Rates von Industria. Nachdem er von Lepkas Absichten erfahren hatte, war er geflohen und untergetaucht. Er will die Sonnenenergie, deren Geheimnis nur er kennt, ausschließlich für friedliche Zwecke gebrauchen lassen und will, dass das Volk von Industria seine Waffen niederlegt und ein neues Leben beginnt.

## Produktion und Veröffentlichung
Die Fernsehserie wurde 1978 von Nippon Animation unter der Regie von Hayao Miyazaki produziert. Es war dessen erste Regiearbeit. Außerdem waren Keiji Hayakawa und Isao Takahata als Co-Regisseure und Autoren sowie Yoshiyuki Tomino, Seiji Okuda, Noboru Ishiguro und Takayoshi Suzuki als Autoren beteiligt. Yasuo Ōtsuka hatte die Charaktere entworfen und die künstlerische Leitung lag bei Nizō Yamamoto.
Die Animeserie mit 26 Folgen wurde erstmals vom 4. April 1978 bis zum 31. Oktober 1978 am Dienstagabend vom japanischen Sender NHK ausgestrahlt. Wiederholungen folgten zuerst bei NHK, später bei Animax. Dieser strahlte die Serie als Conan, The Boy in Future in Englisch aus. Die Fernsehserie wurde außerdem unter anderem ins Koreanische, Mandarin, Französische, Spanische, Italienisch, Portugiesische, Kurdische  und Arabische übersetzt.
Im Juli 2022 startete polyband Medien eine Crowdfunding-Kampagne mit dem Ziel, die Serie auch in Deutschland zu veröffentlichen. Rund einen Monat später gab polyband Medien bekannt, genug Geld gesammelt zu haben, um den Anime mit japanischer Sprachausgabe und deutschen Untertiteln zu veröffentlichen. Dies sollte nach ursprünglicher Planung im März 2023 der Fall sein. Am 2. Februar 2023 wurde bekanntgegeben, dass es auch eine deutsche Synchronisation geben wird, das angepeilte Veröffentlichungsdatum wurde deswegen auf Herbst 2023 verschoben. Am 1. Januar 2025 fand die Ausstrahlung bei ProSieben Maxx statt.

### Synchronisation
Die deutsche Synchronfassung entstand 2023 bei der TNT Media GmbH in Potsdam. Die Dialogregie führte Jermain Meyer und die Dialogbücher zur Serie stammen von Jana Dunja Gries, Poetine Alija, Nicole Hise und Peggy-Sue Emmler.
| Rolle            | Japanischer Sprecher (Seiyū) | Deutscher Synchronschauspieler |
| ---------------- | ---------------------------- | ------------------------------ |
| Erzähler         | Masatô Ibu                   | K.Dieter Klebsch               |
| Conan            | Noriko Ohara                 | Sarah Alles                    |
| Lana             | Mieko Nobusawa               | Saskia Glück                   |
| Conans Großvater | Masato Yamanouchi            | Reinhard Scheunemann           |
| Monsley          | Rihoko Yoshida               | Sonja Spuhl                    |
| Jimsy            | Kazuyo Aoki                  | Peggy Pollow                   |
| Dyce             | Ichirou Nagai                | Matthias Klages                |
| Lepka            | Iemasa Kayumi                | Bernd Egger                    |

### Musik
Die Musik zur Serie wurde von Shin’ichirō Ikebe komponiert. Der Vorspanntitel ist Ima Chikyū ga Mezameru (今地球がめざめる) von Naozuki Kamata und Yūko Yamaji. Für den Abspann verwendete man Shiawase no Yokan  (幸せの予感) von Naozuki Kamata und Yūko Yamaji.

## Episodenliste
| Nr. (ges.) | Nr. (St.) | Deutscher Titel            | Originaltitel                               | Erstausstrahlung Japan | Deutschsprachige Erstveröffentlichung (D/A/CH) | Regie                           | Drehbuch       |
| ---------- | --------- | -------------------------- | ------------------------------------------- | ---------------------- | ---------------------------------------------- | ------------------------------- | -------------- |
| 1          | 1         | Insel der Überbleibsel     | のこされ島 Nokosa re Shima                  | 4. Apr. 1978           | 30. Juni 2023                                  | Hayao Miyazaki                  | Akira Nakano   |
| 2          | 2         | Die Reise beginnt          | 旅立ち Tabidachi                            | 11. Apr. 1978          | 30. Juni 2023                                  | Hayao Miyazaki                  | Satoshi Kurumi |
| 3          | 3         | Der erste Freund           | はじめての仲間 Hajimete no Nakama           | 18. Apr. 1978          | 30. Juni 2023                                  | Hayao Miyazaki                  | Akira Nakano   |
| 4          | 4         | Die Barracuda              | バラクーダ号 Barakūda-Gō                    | 25. Apr. 1978          | 30. Juni 2023                                  | Hayao Miyazaki                  | Satoshi Kurumi |
| 5          | 5         | Industria                  | インダストリア Indasutoria                  | 9. Mai 1978            | 30. Juni 2023                                  | Hayao Miyazaki                  | Akira Nakano   |
| 6          | 6         | Dyces Rebellion            | ダイスの反逆 Daisu no Hangyaku              | 16. Mai 1978           | 30. Juni 2023                                  | Hayao Miyazaki                  | Akira Nakano   |
| 7          | 7         | Verfolgung                 | 追跡 Tsuiseki                               | 23. Mai 1978           | 30. Juni 2023                                  | Hayao Miyazaki                  | Akira Nakano   |
| 8          | 8         | Flucht                     | 逃亡 Tōbō                                   | 30. Mai 1978           | 25. Aug. 2023                                  | Hayao Miyazaki                  | Akira Nakano   |
| 9          | 9         | Das Bergungsschiff         | サルベージ船 Sarubēji-Sen                   | 6. Juni 1978           | 25. Aug. 2023                                  | Hayao Miyazaki & Isao Takahata  | Sōji Yoshikawa |
| 10         | 10        | Dr. Lao                    | ラオ博士 Rao Hakase                         | 13. Juni 1978          | 25. Aug. 2023                                  | Hayao Miyazaki & Isao Takahata  | Sōji Yoshikawa |
| 11         | 11        | Entkommen                  | 脱出 Dasshutsu                              | 20. Juni 1978          | 25. Aug. 2023                                  | Hayao Miyazaki & Keiji Hayakawa | Sōji Yoshikawa |
| 12         | 12        | Kernblock                  | コアブロック Koaburokku                     | 27. Juni 1978          | 25. Aug. 2023                                  | Hayao Miyazaki & Keiji Hayakawa | Akira Nakano   |
| 13         | 13        | High Harbor                | ハイハーバー Haihābā                        | 4. Juli 1978           | 25. Aug. 2023                                  | Hayao Miyazaki & Keiji Hayakawa | Akira Nakano   |
| 14         | 14        | Ein Tag auf der Insel      | 島の一日 Shima no Tsuitachi                 | 11. Juli 1978          | 27. Okt. 2023                                  | Hayao Miyazaki & Keiji Hayakawa | Akira Nakano   |
| 15         | 15        | Ödland                     | 荒地 Arechi                                 | 18. Juli 1978          | 27. Okt. 2023                                  | Hayao Miyazaki & Keiji Hayakawa | Sōji Yoshikawa |
| 16         | 16        | Ihre Hütte                 | 二人の小屋 Futari no Koya                   | 1. Aug. 1978           | 27. Okt. 2023                                  | Hayao Miyazaki & Keiji Hayakawa | Sōji Yoshikawa |
| 17         | 17        | Kampf                      | 戦闘 Sentō                                  | 8. Aug. 1978           | 27. Okt. 2023                                  | Hayao Miyazaki & Keiji Hayakawa | Sōji Yoshikawa |
| 18         | 18        | Gunboat                    | ガンボート Ganbōto                          | 15. Aug. 1978          | 27. Okt. 2023                                  | Hayao Miyazaki & Keiji Hayakawa | Sōji Yoshikawa |
| 19         | 19        | Die riesige Flutwelle      | 大津波 Ōtsu Nami                            | 29. Aug. 1978          | 27. Okt. 2023                                  | Hayao Miyazaki & Keiji Hayakawa | Sōji Yoshikawa |
| 20         | 20        | Noch einmal nach Industria | 再びインダストリアへ Futatabi Indasutoria e | 12. Sep. 1978          | 27. Okt. 2023                                  | Hayao Miyazaki & Keiji Hayakawa | Sōji Yoshikawa |
| 21         | 21        | Die Bürger im Untergrund   | 地下の住民たち Chika no Jūmin-tachi         | 19. Sep. 1978          | 15. Dez. 2023                                  | Hayao Miyazaki & Keiji Hayakawa | Sōji Yoshikawa |
| 22         | 22        | Rettung                    | 救出 Kyūshutsu                              | 25. Sep. 1978          | 15. Dez. 2023                                  | Hayao Miyazaki & Keiji Hayakawa | Sōji Yoshikawa |
| 23         | 23        | Solarturm                  | 太陽塔 Taiyō-tō                             | 3. Okt. 1978           | 15. Dez. 2023                                  | Hayao Miyazaki & Keiji Hayakawa | Akira Nakano   |
| 24         | 24        | Giganto                    | ギガント Giganto                            | 17. Okt. 1978          | 15. Dez. 2023                                  | Hayao Miyazaki & Keiji Hayakawa | Akira Nakano   |
| 25         | 25        | Das Ende von Industria     | インダストリアの最期 Indasutoria no Saigo   | 24. Okt. 1978          | 15. Dez. 2023                                  | Hayao Miyazaki & Keiji Hayakawa | Akira Nakano   |
| 26         | 26        | Finale                     | 大団円 Daidan'en                            | 31. Okt. 1978          | 15. Dez. 2023                                  | Hayao Miyazaki & Keiji Hayakawa | Akira Nakano   |